# 吴朝晖
吴朝晖（1966年12月—），男，汉族，浙江温州人，中国计算机科学家，中国科学院院士，中国共产党党员。浙江大学计算机应用专业博士毕业，教授，博士生导师。国家杰出青年基金获得者、国家百千万人才工程国家级人员、浙江省特级专家、国家万人计划科技创新领军人才。曾任浙江大学校长，科学技术部副部长。现任中国科学院副院长、党组副书记（正部长级）。中国共产党第十九、二十届中央委员会候补委员。

## 生平
1966年12月出生于温州市区，1984年从温州中学毕业，并以优异的成绩被保送进入浙江大学。
1984年9月至1988年6月在浙江大学混合班、计算机软件专业学习。1988年9月至1993年10月是浙大计算机应用专业硕士、博士研究生，期间1991年9月至1993年9月在德国人工智能研究中心学习。
1993年10月任浙江大学计算机系教师。1995年6月加入中国共产党。1995年11月任计算机系人工智能实验室主任。1998年3月至1999年8月任计算机系副主任。1999年8月至2001年3月任信息学院计算机系副主任。2001年3月至2002年3月任软件与网络学院副院长。2002年3月至2005年7月任计算机学院副院长兼软件与网络学院副院长。2005年7月至2007年1月任科学技术处处长。2005年12月任浙大第十二届党委委员。2007年1月任科学技术研究院常务副院长。2007年6月任浙大校长助理。
2008年3月任浙大副校长、党委常委。2012年11月任浙大常务副校长。2015年3月26日被任命为浙大校长。
2017年10月，当选为中国共产党第十九届中央委员会候补委员。2021年9月，当选为中国发明协会理事长。2022年10月，当选为中国共产党二十届中央委员会候补委员。
2022年11月25日，转任科学技术部副部长，不再担任浙江大学校长职务。
2024年4月11日，调任中国科学院副院长、党组副书记（正部长级），中国科学院党校校长（兼）。
2024年5月13日，任中国科学院副院长、党组副书记（正部长级），中国科学院党校校长（兼），中国科学院直属机关党委书记（兼）。

## 头衔
- 中国科学院院士（2017年）
- 973计划项目首席
- 863计划信息领域专家
- 国家现代服务业领域总体专家组组长[1]

## 奖项和荣誉
- 2005年，《计算机辅助产品创新设计的技术与系统》 国家科学技术进步奖二等奖
- 2007年，《钱塘中间件平台软件》教育部科技进步奖一等奖
- 2010年，《面向现代服务业的钱塘平台软件研制及产业化应用》国家科学技术进步奖二等奖
- 2011年，“何梁何利”创新奖
- 2014年，《汽车电子嵌入式平台技术及应用》国家技术发明奖二等奖[2]